# Offene Herzen
Offene Herzen ist ein französischer Mittellangfilm von Sébastien Lifshitz aus dem Jahr 1998.

## Handlung
Der junge Rémi, Sohn einer Französin und eines Nordafrikaners, lebt mit seinem schwerkranken Vater und seiner Schwester zusammen. Die Mutter ist verstorben. Rémi steht kurz vor dem Baccalauréat, ist jedoch planlos, was die Zukunft betrifft. Ebenso unklar ist ihm seine Sexualität. Bei einem Casting hat er Regisseur Marc kennengelernt, der ihn für eine Hauptrolle auswählt, und ist mit ihm im Bett gelandet. Auch mit einer jungen Frau, die als Tänzerin aufreizend vor Passanten auftritt, hat er ein Verhältnis. Die junge Frau hat nichts gegen unverbindlichen Sex und auch nichts gegen die sexuelle Orientierungslosigkeit Rémis, da dies bei jungen Männern normal sei. Marc wiederum ist eifersüchtig und versucht, Rémi an sich zu binden. Der weicht aus, hat Probleme, die Dialoge zu lernen, und sucht sexuelle Abenteuer in einem Pornokino, wo er mit einem Fremden schläft. Nach dem One-Night-Stand trennen sich die Wege der beiden, Rémi weint.
Zu Hause sorgt Rémis Ankündigung, vielleicht als Schauspieler sein Geld zu verdienen, für verhaltene Reaktionen, so besteht sein Vater darauf, dass Rémi dennoch nicht die Schule vernachlässigt. Sein Vater macht sich Sorgen um beide Kinder, da er krank ist und weder Rémi noch seine Schwester Julie allein zurechtkämen. Rémi begibt sich zu Marc und entschuldigt sich für sein ablehnendes Verhalten. Beide schlafen miteinander; Marc sagt Rémi die Rolle im Film ab, doch Rémi ist das egal. Marc könne ihn jedoch in einem anderen Film besetzen, in dem er jedoch mit Männern intim werden müsse. Rémi weiß nicht, ob das seinem Vater zusagen würde. Später begibt sich Rémi in eine Disko, wo er auf der Toilette mit einem Schulfreund über die Frauen und Freundinnen spricht. Er eröffnet ihm, dass er mit jemandem zusammen sei, dies jedoch keine Frau sei. Der Freund nimmt dies ohne überrascht zu sein zur Kenntnis.

## Produktion
Offene Herzen war nach dem Kurzfilm Il faut que je l’aime (1994) und dem Dokumentarfilm Claire Denis, la vagabonde (1996) der dritte Film, bei dem Sébastien Lifshitz Regie führte. Es war zudem das Filmdebüt von Darsteller Yasmine Belmadi, der 2009 bei einem Unfall tödlich verunglückte.
Die Dreharbeiten zum Film fanden 1997 statt. Die Kostüme schuf Elisabeth Mehu, die Filmbauten stammen von Valérie Mréjen.
Offene Herzen erlebte im Mai 1998 im Rahmen der Quinzaine des réalisateurs der Internationalen Filmfestspiele von Cannes seine Premiere. Am 24. Juni 1998 lief er in den französischen Kinos an, wobei er gemeinsam mit Jean-Julien Cherviers Kurzfilm La prière de l’écolier gezeigt wurde. Im Jahr 1998 war der Film auf der Viennale zu sehen.

## Auszeichnungen
Offene Herzen wurde in Cannes 1998 mit dem Prix Kodak du court métrage ausgezeichnet. Der Film gewann 1998 den Prix Jean Vigo in der Kategorie Kurzfilm. Bei den Lutins du court-métrage gewann Offene Herzen 1998 Preise in den Kategorien Bester Darsteller (Yasmine Belmadi), Beste Produktion (Lancelot Films, Christian Tison) sowie Bester Schnitt (Stéphanie Mahet).